# Weißschulter-Würgertangare
Die Weißschulter-Würgertangare (Lanio versicolor) auch Gelbstirn-Würgertangare ist eine 13 bis 15 Zentimeter große Vogelart aus der Familie der Tangaren.

## Aussehen
Das Gefieder der Männchen ist am Bauch gelblich, der Schwanz, der untere und obere Teil des Flügels sowie die Partie um die Augen sind schwarz gefärbt. Auffällig ist ein dicker weißer Streifen am Flügel, den nur die Männchen tragen. Der Schnabel und die Beine sind grau. Die Weibchen sind am Bauch gelblich, der Rücken, Kopf und Schwanz sind einheitlich braun gefärbt.

## Verbreitung und Lebensraum
Die Art kommt in den zentral gelegenen Flachlandregenwäldern Südamerikas, südlich des Amazonas vor. Sie bewohnt dort die mittleren Etagen der Urwaldbäume.

## Lebensweise
Diese als Einzelgänger lebenden Vögel jagen nach Insekten, die sie von ihrem Ansitz – meist einzelnstehenden, höheren Zweigen – erspähen. Daneben nehmen sie auch anderen Vögeln die Beute ab, indem sie sie mit falschen Alarmrufen in die Flucht schlagen.

## Fortpflanzung
Ihre Eier legen die Vögel in einem offenen Nest ab, das in Bäumen oder Sträuchern angelegt wird. Die Brutdauer beträgt 12 bis 18 Tage. Nach 11 bis 24 Tagen sind die Jungen flügge und verlassen das Nest.

## Unterarten
Es sind zwei Unterarten bekannt:
- Lanio versicolor versicolor (d’Orbigny & Lafresnaye, 1837)[2] – Die Nominatform kommt im Osten Perus bis in den Westen Brasiliens und dem Norden Boliviens vor.
- Lanio versicolor parvus von Berlepsch, 1912[3] – Die Unterart ist im östlichen zentralen Brasilien und dem nordöstlichen Bolivien verbreitet.

## Etymologie und Forschungsgeschichte
Alcide Dessalines d’Orbigny und Frédéric de Lafresnaye beschrieben die Weißschulter-Würgertangare unter dem Namen T.[achyphonus] versicolor. Das Typusexemplar stammte aus der Provinz Yuracarés in Bolivien. Im Jahr 1816 führte Louis Pierre Vieillot die neue Gattung Lanio für die Braunbrust-Würgertangare (Lanio fulvus) (Boddaert, 1783) (entspricht der Tangara mordoré von Georges-Louis Leclerc de Buffon) ein. Erst später wurde die Weißschulter-Würgertangare dieser Gattung zugeschlagen. Dieser Name stammt vom lateinischen »lanius, laniare« für »Fleischer, Metzger, in Stücke reißen« ab. Das Artepitheton »versicolor« stammt vom lateinischen »versicoloris« für »aus verschiedenen Farben« ab und setzt sich aus »vertere« für »ändern« und »color, coloris« für »Farbe« zusammen. »Parvus« ist das lateinische Wort für »klein, kurz«.